# Kortnäbbad honungsvisare
Kortnäbbad honungsvisare (Indicator willcocksi) är en fågel i familjen honungsvisare inom ordningen hackspettartade fåglar.

## Utseende och läte
Kortnäbbad honungsvisare är en liten honungsvisare, med typiskt olivgrön fjäderdräkt, grönast på vingarna. Buken är ljus med en antydan till streckning. Även strupen är ljus och ansiktet är rent, utan särskilda teckningar. Stjärten har vita yttre stjärtpennor med mörka spetsar. Lätet är distinkt, en ton följd av ett näbbklapper, "p-REER-tk!", ibland upprepat timmar.

## Utbredning och systematik
Kortnäbbad honungsvisare delas in i tre underarter med följande utbredning:
- Indicator willcocksi ansorgei – förekommer lokalt i regnskog i Guinea-Bissau
- Indicator willcocksi willcocksi – förekommer från Sierra Leone till södra Nigeria, södra Kamerun, Demokratiska republiken Kongo och västra Uganda
- Indicator willcocksi hutsoni – förekommer från norra och centrala Nigeria österut till sydligaste Tchad och sydvästra Sydsudan

## Status och hot
Arten har ett stort utbredningsområde, men tros minska i antal, dock inte tillräckligt kraftigt för att den ska betraktas som hotad. Internationella naturvårdsunionen IUCN listar arten som livskraftig (LC).

## Namn
Fågelns vetenskapliga artnamn hedrar Sir James Willcocks (1847-1926), general i British Army och befälhavare över Ashantiexpeditionen år 1900.  Tidigare kallades den willcokshonungsvisare även på svenska, men justerades 2023 till ett enklare och mer informativt namn av BirdLife Sveriges taxonomikommitté.